# Miguel António do Amaral
Miguel António do Amaral (né à Lisbonne en 1710, où il est décédé en 1780) est un peintre de cour portugais de la deuxième maison de Bragance, évoluant au fil du temps de la maison de Joseph Ier de Portugal à celle de Marie Ire de Portugal et finalement à celle de Joseph de Portugal, prince du Brésil.

## Commande de 1773
En 1773, Amaral reçoit de Joseph Ier de Portugal une commande pour réaliser deux jeux de portraits représentant le roi et son épouse, Marie-Anne-Victoire d'Espagne. Après l'achèvement de l'ensemble des portraits de son grand-père à la mi-1773, Joseph de Portugal, prince du Brésil passe une commande semblable à Amaral, et demande en outre un second portrait de Joseph à l'intention de sa mère, la reine Marie Ire de Portugal. Ces œuvres valent au peintre une extraordinaire célébrité dans tout le Portugal et en Europe comme portraitiste en mesure, ayant en l'espace d'une année réalisé cinq grands portraits incroyablement détaillés.